# Souleyman Doumbia
Souleyman Doumbia (Parigi, 24 settembre 1996) è un calciatore ivoriano con cittadinanza francese, difensore del Charlotte FC, in prestito dallo Standard Liegi, e della nazionale ivoriana.

## Carriera

### Club
Cresciuto nel settore giovanile del Paris Saint-Germain, il 15 settembre 2016, dopo essere rimasto svincolato, firma un triennale con il Bari. Dopo aver collezionato 5 presenze con la squadra pugliese nella prima parte di stagione, il 31 gennaio 2017 viene ceduto a titolo temporaneo al Vicenza. Il 9 luglio si trasferisce in prestito con diritto di riscatto al Grasshoppers. Il 15 gennaio 2019 viene acquistato dal Rennes per 3 milioni di euro. Passa in prestito all'Angers, club francese che l'8 luglio 2020 lo riscatta a titolo definitivo.

### Nazionale
Dopo aver giocato nelle nazionali giovanili ivoriane Under-20 ed Under-23 nel 2019 ha esordito in nazionale maggiore, partecipando nel medesimo anno anche alla Coppa d'Africa.

## Statistiche

### Presenze e reti nei club
Statistiche aggiornate al 23 maggio 2021.
| Stagione                     | Squadra                      | Campionato                   | Campionato | Campionato | Coppe nazionali | Coppe nazionali | Coppe nazionali | Coppe continentali | Coppe continentali | Coppe continentali | Altre coppe | Altre coppe | Altre coppe | Totale | Totale |
| Stagione                     | Squadra                      | Comp                         | Pres       | Reti       | Comp            | Pres            | Reti            | Comp               | Pres               | Reti               | Comp        | Pres        | Reti        | Pres   | Reti   |
| ---------------------------- | ---------------------------- | ---------------------------- | ---------- | ---------- | --------------- | --------------- | --------------- | ------------------ | ------------------ | ------------------ | ----------- | ----------- | ----------- | ------ | ------ |
| 2014-2015                    | Paris Saint-Germain 2        | CFA                          | 5          | 0          | -               | -               | -               | -                  | -                  | -                  | -           | -           | -           | 5      | 0      |
| 2015-2016                    | Paris Saint-Germain 2        | CFA                          | 10         | 0          | -               | -               | -               | -                  | -                  | -                  | -           | -           | -           | 10     | 0      |
| Totale Paris Saint-Germain 2 | Totale Paris Saint-Germain 2 | Totale Paris Saint-Germain 2 | 15         | 0          |                 | -               | -               |                    | -                  | -                  |             | -           | -           | 15     | 0      |
| 2016-gen. 2017               | Bari                         | B                            | 5          | 0          | CI              | -               | -               | -                  | -                  | -                  | -           | -           | -           | 5      | 0      |
| gen.-giu. 2017               | Vicenza                      | B                            | 3          | 0          | CI              | -               | -               | -                  | -                  | -                  | -           | -           | -           | 3      | 0      |
| 2017-2018                    | Grasshoppers                 | SL                           | 32         | 0          | CS              | 4               | 0               | -                  | -                  | -                  | -           | -           | -           | 36     | 0      |
| 2018-gen. 2019               | Grasshoppers                 | SL                           | 15         | 0          | CS              | 1               | 0               | -                  | -                  | -                  | -           | -           | -           | 16     | 0      |
| Totale Grasshoppers          | Totale Grasshoppers          | Totale Grasshoppers          | 47         | 0          |                 | 5               | 0               |                    | -                  | -                  |             | -           | -           | 52     | 0      |
| gen.-giu. 2019               | Rennes                       | L1                           | 7          | 0          | CF+CdL          | 2+0             | 0               | UEL                | -                  | -                  | -           | -           | -           | 9      | 0      |
| 2019-gen. 2020               | Rennes                       | L1                           | 1          | 0          | CF+CdL          | 0+0             | 0               | UEL                | 2                  | 0                  | SF          | -           | -           | 3      | 0      |
| Totale Rennes                | Totale Rennes                | Totale Rennes                | 8          | 0          |                 | 2               | 0               |                    | 2                  | 0                  |             | -           | -           | 12     | 0      |
| gen.-giu. 2020               | Angers                       | L1                           | 5          | 0          | -               | -               | -               | -                  | -                  | -                  | -           | -           | -           | 5      | 0      |
| 2020-2021                    | Angers                       | L1                           | 27         | 0          | CF              | 1               | 0               | -                  | -                  | -                  | -           | -           | -           | 28     | 0      |
| Totale carriera              | Totale carriera              | Totale carriera              | 110        | 0          |                 | 8               | 0               |                    | 2                  | 0                  |             | -           | -           | 120    | 0      |

### Cronologia presenze e reti in nazionale
| Cronologia completa delle presenze e delle reti in nazionale ― Costa d'Avorio | Cronologia completa delle presenze e delle reti in nazionale ― Costa d'Avorio | Cronologia completa delle presenze e delle reti in nazionale ― Costa d'Avorio | Cronologia completa delle presenze e delle reti in nazionale ― Costa d'Avorio | Cronologia completa delle presenze e delle reti in nazionale ― Costa d'Avorio | Cronologia completa delle presenze e delle reti in nazionale ― Costa d'Avorio | Cronologia completa delle presenze e delle reti in nazionale ― Costa d'Avorio | Cronologia completa delle presenze e delle reti in nazionale ― Costa d'Avorio |
| Data                                                                          | Città                                                                         | In casa                                                                       | Risultato                                                                     | Ospiti                                                                        | Competizione                                                                  | Reti                                                                          | Note                                                                          |
| ----------------------------------------------------------------------------- | ----------------------------------------------------------------------------- | ----------------------------------------------------------------------------- | ----------------------------------------------------------------------------- | ----------------------------------------------------------------------------- | ----------------------------------------------------------------------------- | ----------------------------------------------------------------------------- | ----------------------------------------------------------------------------- |
| 14-6-2019                                                                     | Abu Dhabi                                                                     | Costa d'Avorio                                                                | 0 – 1                                                                         | Uganda                                                                        | Amichevole                                                                    | -                                                                             | 75’                                                                           |
| 23-6-2019                                                                     | Il Cairo                                                                      | Costa d'Avorio                                                                | 1 – 0                                                                         | Sudafrica                                                                     | Coppa d'Africa 2019 - 1º turno                                                | -                                                                             | 87’                                                                           |
| 6-9-2019                                                                      | Caen                                                                          | Costa d'Avorio                                                                | 1 – 2                                                                         | Benin                                                                         | Amichevole                                                                    | -                                                                             | 84’                                                                           |
| 10-9-2019                                                                     | Rouen                                                                         | Tunisia                                                                       | 1 – 2                                                                         | Costa d'Avorio                                                                | Amichevole                                                                    | -                                                                             | 69’                                                                           |
| 27-9-2022                                                                     | Amiens                                                                        | Costa d'Avorio                                                                | 3 – 1                                                                         | Guinea                                                                        | Amichevole                                                                    | 1                                                                             | 74’                                                                           |
| 16-11-2022                                                                    | Marrakech                                                                     | Costa d'Avorio                                                                | 4 – 0                                                                         | Burundi                                                                       | Amichevole                                                                    | -                                                                             | 68’                                                                           |
| 19-11-2022                                                                    | Marrakech                                                                     | Burkina Faso                                                                  | 2 – 1                                                                         | Costa d'Avorio                                                                | Amichevole                                                                    | -                                                                             | 77’                                                                           |
| 28-3-2023                                                                     | Moroni                                                                        | Comore                                                                        | 0 – 2                                                                         | Costa d'Avorio                                                                | Qual. Coppa d'Africa 2023                                                     | -                                                                             | 88’                                                                           |
| Totale                                                                        |                                                                               | Presenze                                                                      | 8                                                                             |                                                                               | Reti                                                                          | 1                                                                             |                                                                               |